# Arvand Kenār (bakhsh)
Arvand Kenār är ett distrikt (bakhsh) i Iran.   Den ligger i provinsen Khuzestan, i den sydvästra delen av landet, 700 km söder om huvudstaden Teheran.